# Veinte de Abril, La Trinitaria
Veinte de Abril är en ort i Mexiko.   Den ligger i kommunen La Trinitaria och delstaten Chiapas, i den sydöstra delen av landet, 900 km sydost om huvudstaden Mexico City. Veinte de Abril ligger 597 meter över havet och antalet invånare är 572.
Terrängen runt Veinte de Abril är platt söderut, men norrut är den kuperad. Runt Veinte de Abril är det ganska glesbefolkat, med 47 invånare per kvadratkilometer. Närmaste större samhälle är Doctor Rodulfo Figueroa, 9,3 km väster om Veinte de Abril. Omgivningarna runt Veinte de Abril är en mosaik av jordbruksmark och naturlig växtlighet.